# Компай Сегундо
Компай Сегундо (ісп. Compay Segundo), справжнє ім'я: Максімо Франсиско Репіладо Муньос (ісп. Máximo Francisco Repilado Muñoz), народився 18 листопада 1907, Сібоней, Куба — помер 14 липень 2003 року, Гавана, Куба — кубинський співак і автор пісень, один з членів проекту «Buena Vista Social Club»

## Біографія
Сегундо народився в Сантьяго в 1907 році. В 1920-х роках він почав виступати в місцевій музичній групі. Сегундо був засновником нового напряму в кубинській музиці, який являв собою з'єднання африканських ритмів і іспанських мотивів. Сегундо відомий ще й тим, що винайшов особливий різновид семиструнної гітари. Після революції в 1959 році Сегундо пішов працювати на сигаретну фабрику. У 1980-х він повернувся до музики, саме тоді один іспанський турист, почувши його виступ в ресторані гаванського готелю, запросив музиканта відвідати Іспанію. У 1997 році Сегундо взяв участь у записі альбому «Buena Vista Social Club» — збірника робіт великих кубинських ветеранів музики, слідом за яким вийшов документальний фільм німецького кінорежисера Віма Вендерса. Диск розійшовся загальним тиражем понад 1 млн примірників. З 1996 по 2002 рік музикант записав 9 дисків.